# はっとり
はっとり（1993年〈平成5年〉6月29日 - ）は、日本の音楽家。4人組ロックバンド・マカロニえんぴつのメンバー。鹿児島県生まれ、山梨県中央市出身。血液型A型。本名は河野 瑠之介（こうの りゅうのすけ）。
マカロニえんぴつでは、多くの楽曲の作詞作曲を担当している。

## 略歴
母親の出身地である鹿児島県生まれ。0歳～3歳まで東京都武蔵野市で過ごした後、保育園から高校時代までを山梨県中央市で過ごす。
中央市立三村小学校、中央市立玉穂中学校、駿台甲府高等学校卒業。高校時代は美術部に所属し、帰宅するとDTMで作曲をしていた。
上京して洗足学園音楽大学に入学。2012年に同じ大学の友人とマカロニえんぴつを結成する。
2020年にメジャーデビュー。
2025年4月、山梨県中央市のふるさと大使に就任。

## 人物
芸名の由来は、UNICORNの3rdスタジオ・アルバム『服部』からきている。デビュー前から、自らを「はっとり」と名乗っていた。大学でマカロニえんぴつのメンバー（田中・千葉）に初めて会った時も「はっとり」と自己紹介をしていたため、当初はメンバーから「はっとり」が本名だと思われていた。
髪のセンター分けは、1990年代頃の奥田民生の影響を受けている。
中学時代は野球部に所属し、優しく明るい人間性で部活動を活気づけていた。また、新入部員に対し『敬語禁止だから！』などと明るく笑顔で接し、部全体のムードメーカーでもあった。
高校時代は、地元山梨でMIGELL（ミゲル）というバンドを組んで活動をしていた。大学進学の際に、初めて組んだバンドで成功したいという思いがあり、実際に上京後に初めて組んだバンドが、現在のマカロニえんぴつだった。

## 参加作品
| 発売日         | タイトル                             | 収録曲                               |
| -------------- | ------------------------------------ | ------------------------------------ |
| 2022年1月28日  | 石田想太朗『Shibuya Session -木枯-』 | 冬の浴室 (feat. はっとり & 小川諒太) |
| 2023年12月27日 | 奥田民生はっとり『旅をゆけ』         | 旅をゆけ                             |

## 楽曲提供
- 私立恵比寿中学「愛のレンタル」（2019年）[19]
- DISH//「僕らが強く。」（2020年）[20]
- DISH//「沈丁花」（北村匠海との共作、2021年）[21]

## メディア
- 映画『滑走路』（2020年、原作:萩原慎一郎、配給:KADOKAWA）- 映画評の寄稿[22]
- 映画『アイスクリームフィーバー』（2023年7月14日、配給:パルコ） - 中谷清也 役[23]
  - 短編映画『I Scream Fever』 (2023年5月9日）※スピンオフ作品